# Karin van der Meer
Karin van der Meer (ca. 1962) is een Nederlands scenarioschrijver en scripteditor.

## Levensloop
Van der Meer volgde tussen 1991 en 1995 een opleiding aan de Hogeschool Inholland. In 1994 ging ze aan de slag voor Doctor Proctor Scripts, waar ze scenario's schreef voor de soapserie Goede tijden, slechte tijden. 
Na vier jaar werd Van Der Meer hoofdschrijver van deze soap. Later stapte ze over naar Westenwind. In 2000 ontwikkelde ze samen met Michael Belderink een dramaserie over vrouwen, Rozengeur & Wodka Lime. De serie telde zes seizoenen en liep van 2001 tot 2006. Van der Meer ging na twee seizoenen weg bij Endemol en ging verder als freelance-scenarist.
Na Rozengeur & Wodka Lime schreef Van der Meer mee aan de advocatenserie Keyzer & De Boer Advocaten (KRO/NCRV) en ontwikkelde ze de comedyserie Evelien (Net5). In 2009 schreef ze samen met Tomas Ross de vierdelige dramaserie Bernhard, schavuit van Oranje, over het leven van prins Bernhard. 
Op 28 september 2010 werden zij en collega Tomas Ross onderscheiden met een Zilveren Krulstaart voor beste televisiescenario van de serie Bernhard, schavuit van Oranje. In 2013 won ze de Zilveren Krulstaart opnieuw, met het team schrijvers voor Penoza III.

## Werk
De focus van Van der Meer ligt op televisie drama, ze stond aan het hoofd van, of schreef mee aan, veel populaire Nederlandse dramaseries, waarvan enkele ook internationaal te zien zijn, zoals The Swell, Penoza, en Nieuwe Buren. 
De telefilm Taiki uit 2019, werd geselecteerd  veel internationale festivals en werd op het Buff festival in Malmö  genomineerd voor beste Europese jeugdfilm van 2019. De film kreeg in Rusland en Noorwegen de audience-award.
In september 2020 kwam de door haar geschreven podcast Wraak uit in acht afleveringen, geregisseerd door Hanneke Hendrix en geproduceerd door AvroTros. Deze podcast werd genomineerd voor de prestigieuze Prix Europa 2021. 
In 2021 nam Van der Meer de regie op zich van de door haar geschreven jeugdserie AAP. https://pers.avrotros.nl/nieuwe-jeugddramaserie-aap-over-familiehereniging-tussen-weesmeisje-en-gorilla/  De eerste aflevering van de 10-delige serie die helemaal werd opgenomen in Nagele, werd uitgezonden op 16 januari 2022 bij Zapp. 

## Televisie, een selectie
- 1994-2000. Goede tijden, slechte tijden, dialogen, scenario (1994-1998) en hoofdschrijver (1998-2000)
- 1999-2000. Westenwind (1999-2000)
- 2001-2006. Rozengeur & Wodka Lime, bedenker en hoofdschrijver
- 2007. Keyzer & De Boer Advocaten, scenario van diverse afleveringen
- 2008-2010. De co-assistent, projectbegeleiding
- 2009. Bernhard, schavuit van Oranje, scenes en dialogen
- 2010. Levenslied
- 2016. Als de dijken breken, scenario[7]